# Àsia Sud-oriental

Mapa del món amb el sud-est asiàtic ressaltat

L'Àsia Sud-oriental, també coneguda com a Àsia del sud-est o sud-est asiàtic, és una subregió de l'Àsia compresa pels països situats geogràficament al sud de la Xina, l'est de l'Índia i el nord d'Austràlia. L'àrea es troba a la intersecció de plaques tectòniques que provoquen una alta activitat sísmica i volcànica.
La regió, juntament amb part del sud d'Àsia, va ser coneguda pels europeus com les Índies Orientals o simplement les Índies fins al segle XX. Fonts xineses es van referir la regió com a Nanyang ("南洋"), que literalment significa "l'oceà Austral". La secció continental del sud-est asiàtic va ser denominada Indoxina pels geògrafs europeus a causa de la seva ubicació entre la Xina i el subcontinent indi i per tenir influències culturals d'ambdues regions veïnes. Al segle xx, però, el terme es va restringir més als territoris de l'antiga Indoxina francesa (Cambodja, Laos i Vietnam). La secció marítima del sud-est asiàtic també es coneix com a arxipèlag malai, un terme derivat del concepte europeu de raça malaia. Un altre terme per al sud-est asiàtic marítim és Insulíndia (illes índies), utilitzat per descriure la regió entre Indoxina i Australàsia.

## Zones geogràfiques
El terme "sud-est asiàtic" va ser utilitzat per primera vegada l'any 1839 pel pastor nord-americà Howard Malcolm al seu llibre Viatges al sud-est asiàtic. Malcolm només va incloure la secció continental i va excloure la secció marítima en la seva definició del sud-est asiàtic. El terme va ser utilitzat oficialment durant la Segona Guerra Mundial pels Aliats, mitjançant la formació del Comandament del Sud-est Asiàtic (SEAC) el 1943. El SEAC va popularitzar l'ús del terme "sud-est asiàtic", encara que el que constituïa el sud-est asiàtic no estava fixat; per exemple, SEAC va excloure les Filipines i una gran part d'Indonèsia mentre incloïa Sri Lanka. Tanmateix, a finals de la dècada de 1970, havia sorgit un ús aproximadament estàndard del terme "sud-est asiàtic" i dels territoris que engloba. Encara que des d'una perspectiva cultural o lingüística les definicions de "sud-est asiàtic" poden variar, les definicions més habituals actualment inclouen l'àrea representada pels països (estats sobirans i territoris dependents) que s'enumeren a continuació. L'Àsia Sud-oriental està constituïda per dues zones geogràfiques diferenciades: la zona continental i el conjunt d'arcs volcànics i arxipèlags a l'est i al sud-est.
Deu dels onze estats del sud-est asiàtic són membres de l'Associació de Nacions del Sud-est Asiàtic (ASEAN), mentre que Timor Oriental és un estat observador. Papua Nova Guinea ha declarat que podria unir-se a l'ASEAN i en l'actualitat n'és un observador. Hi ha problemes de sobirania sobre algunes illes del mar de la Xina Meridional.
- La zona continental, a la península d'Indoxina, està compresa per Cambodja, Laos, Myanmar, Tailàndia, el Vietnam i la Malàisia occidental i on la religió principal és el budisme, seguit pel confucianisme.
- La part marítima inclou la Malàisia oriental, Brunei, el Timor Oriental, Indonèsia, les Filipines i Singapur i la seva població és majoritàriament islàmica i també cristiana.

| Estat       | Superfície (km²) | Població (2009 est.) | Densitat (/km²) | Capital             |
| ----------- | ---------------- | -------------------- | --------------- | ------------------- |
| Brunei      | 5.765            | 400.000              | 69,4            | Bandar Seri Begawan |
| Burma       | 676.578          | 50.020.000           | 73,9            | Naypyidaw           |
| Cambodia    | 181.035          | 14.805.000           | 81,8            | Phnom Penh          |
| Timor-Leste | 14.874           | 1.134.000            | 76,2            | Dili                |
| Indonesia   | 1.904.569        | 229.965.000          | 120,7           | Jakarta             |
| Laos        | 236.800          | 6.320.000            | 26,7            | Vientiane           |
| Malaysia    | 329.847          | 27.468.000           | 83,3            | Kuala Lumpur        |
| Filipines   | 300.000          | 91.983.000           | 306,6           | Manila              |
| Singapur    | 710,2            | 4.987.600            | 7.022,8         | Ciutat de Singapur  |
| Tailàndia   | 513.120          | 67.764.000           | 132,1           | Bangkok             |
| Vietnam     | 331.210          | 88.069.000           | 265,0           | Hanoi               |

## Cultura

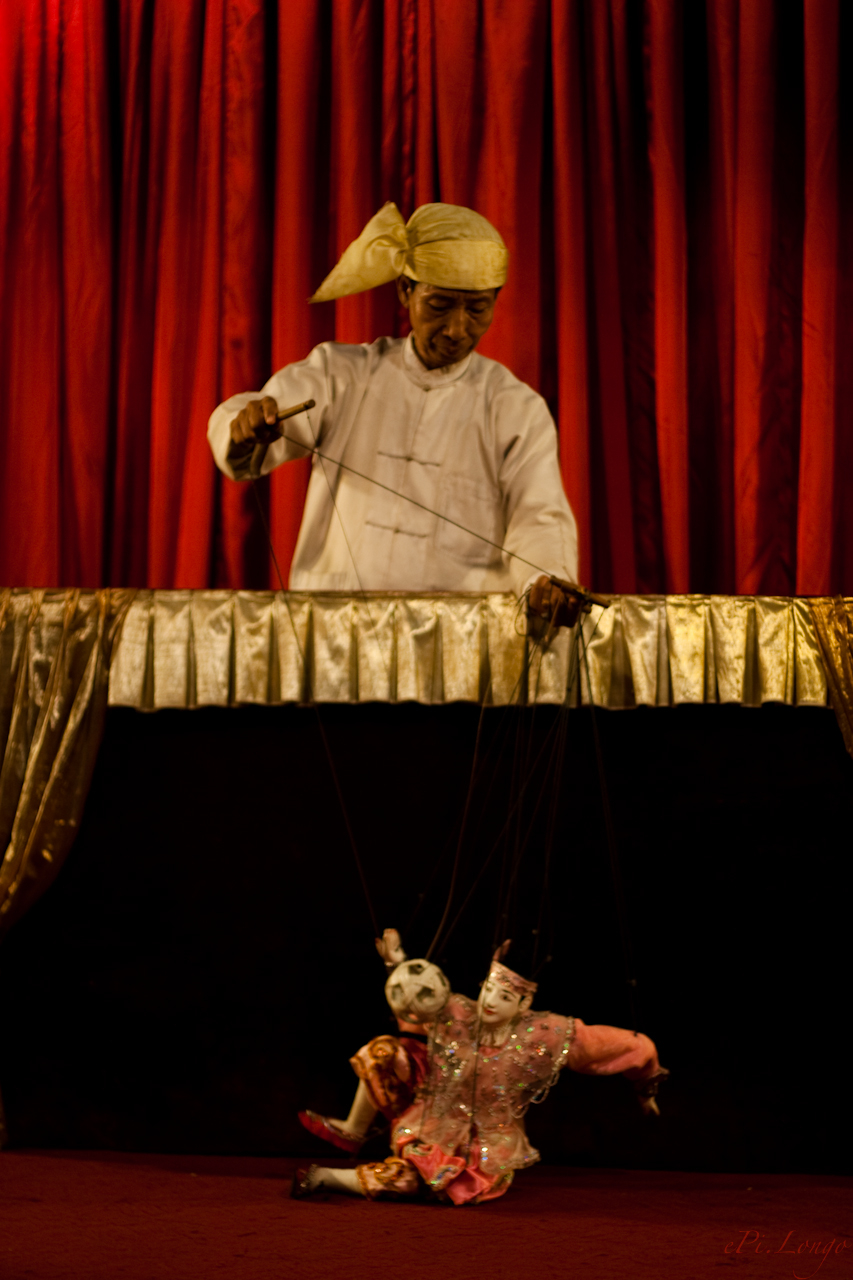
Espectacle de titelles birmans

La cultura al sud-est asiàtic és molt diversa: al sud-est asiàtic continental, la cultura és una barreja de cultures birmana, cambodjana, laosiana i tailandesa (índia) i vietnamita (xinesa). Mentre que a Indonèsia, Filipines, Singapur i Malàisia, la cultura és una barreja de cultures austronèsia, índia, islàmica, occidental i xinesa. També Brunei mostra una forta influència d'Aràbia. Vietnam i Singapur mostren més influència xinesa, ja que Singapur, tot i ser geogràficament una nació del sud-est asiàtic, és la llar d'una gran majoria xinesa i Vietnam va estar a l'esfera d'influència de la Xina durant gran part de la seva història. La influència índia a Singapur només és evident a través dels migrants tàmils, que van influir, fins a cert punt, en la cuina de Singapur. Al llarg de la història del Vietnam, no ha tingut cap influència directa de l'Índia, només a través del contacte amb els pobles tailandès, khmer i Txam. A més, Vietnam també es classifica dins de l'esfera cultural d'Àsia oriental juntament amb la Xina, Corea i el Japó a causa d'una gran influència xinesa integrada en la seva cultura i estil de vida.
L'agricultura d'arròs ha existit al sud-est asiàtic des de fa mil·lennis i s'estén a tota la subregió. Alguns exemples espectaculars d'aquests arrossars poblen les terrasses d'arròs de Banaue a les muntanyes de Luzon a les Filipines. El manteniment d'aquests arrossars és molt intensiu de mà d'obra. Els arrossars s'adapten al clima monsònic de la regió.
Les cases de pals es poden trobar a tot el sud-est asiàtic, des de Tailàndia i Vietnam fins a Borneo, passant per Luzon a les Filipines i Papua Nova Guinea. La regió té una indústria metal·lúrgica diversa, especialment a Indonèsia. Això inclou armes, com el kris distintiu, i instruments musicals, com el gamelan.

### Influències
Les principals influències culturals de la regió han estat combinació de l'Islam, l'Índia i la Xina. A les Filipines hi ha una influència cultural diversa, derivada especialment del període de domini espanyol i nord-americà, el contacte amb cultures d'influència índia i l'era comercial xinesa i japonesa.
Per regla general, els pobles que menjaven amb els dits estaven més probablement influenciats per la cultura de l'Índia, per exemple, que per la cultura de la Xina, on els pobles menjaven amb escuradents; El te, com a beguda, es pot trobar a tota la regió. Les salses de peix característiques de la regió solen variar.

### Art
A l'Àsia s'hi observen formes molt diferents d'escultura, moltes de les quals tenen temàtiques religioses al voltant de l'Hinduisme i del Budisme. Una gran part de l'escultura hindú a Cambodja es conserva Angkor, però el saqueig ha tingut al llarg dels segles un impacte molt fort en l'art en molts llocs de tot el país.
Les escultures més antiges provenen de la Vall de l'Indus, actual Pakistan, daten de l'any 3.300 aC, i van ser trobades al Mohenjo-daro i a Harappa. Més tard, quan l'hinduisme, el budisme i el jainisme van desenvolupar-se més, l'Índia va produir escultures de bronze i pedra de gran complexitat. Algunes d'elles, com la cova dels temples d'Ellora i Ajanta, són exemples de l'arquitectura india tallada sobre roca, considerat un dels més grans projectes esculturals del món.
L'escultura de pedra arenisca rosa de Mathur es va desenvolupar durant el període de l'Imperi Gupta (segles IV-VI aC) i va arribar a una molt alta puresa d'execució i delicadesa en el modelatge. Aquesta rebé més tard la influència de l'art xinès amb l'estil desenvolupat durant la dinastia Sui, i diferents estils artístics en la resta de l'Àsia oriental. Durant els darrers segles abans de l'era cristiana, al nord de l'Índia (actualment el sud de l'Afganistan i nord del Pakistan), es van fer més escultures anatòmicament realistes, que sovint representaven episodis de la vida i ensenyaments de Buda. Encara que l'Índia té una llarga tradició escultòrica i un domini de la iconografia, Buda mai va ser representat en forma humana abans d'aquest moment, sinó només a través de símbols, com la stupa. Aquesta alteració en l'estil pot deure's al fet que l'escultura budista de Gandara podria haver rebut influència persa. El cèlebre bronze de la dinastia Chola (850-1250) del sud de l'Índia són de particular interès, la figura de Natarajan és l'exemple clàssic. Les tradicions de l'escultura índia continuen en els nostres dies per exemple, en el granit tallat de Mahabalipuram derivats de la dinastia Pallava. L'escultura contemporània Índia sol ser polimorfa, i inclou figures importants com Dhruva Mistry.
A Tailàndia, l'escultura va ser gairebé exclusivament de les imatges de Buda. Molts temples són escultures daurades i, a vegades, enriquides amb incrustacions. Una gran part de l'escultura hindú d'Angkor encara es conserva.

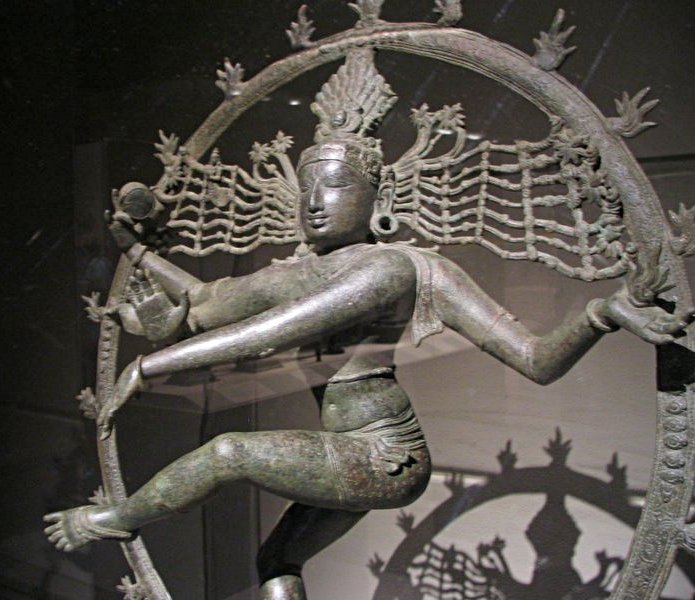
Representació Hindú vers l'any 1000 aC
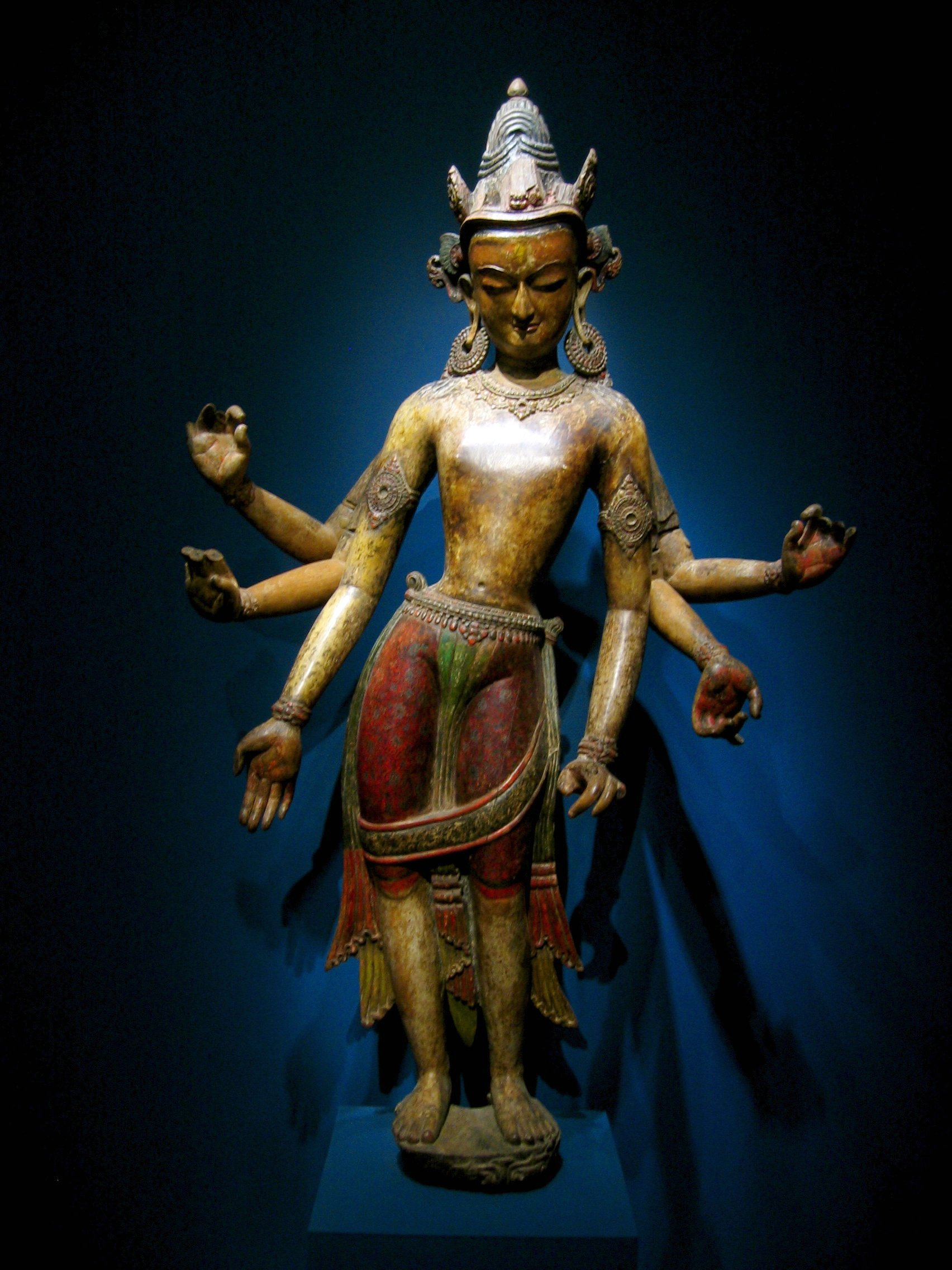
Buda policromat del Nepal (segle xiv)
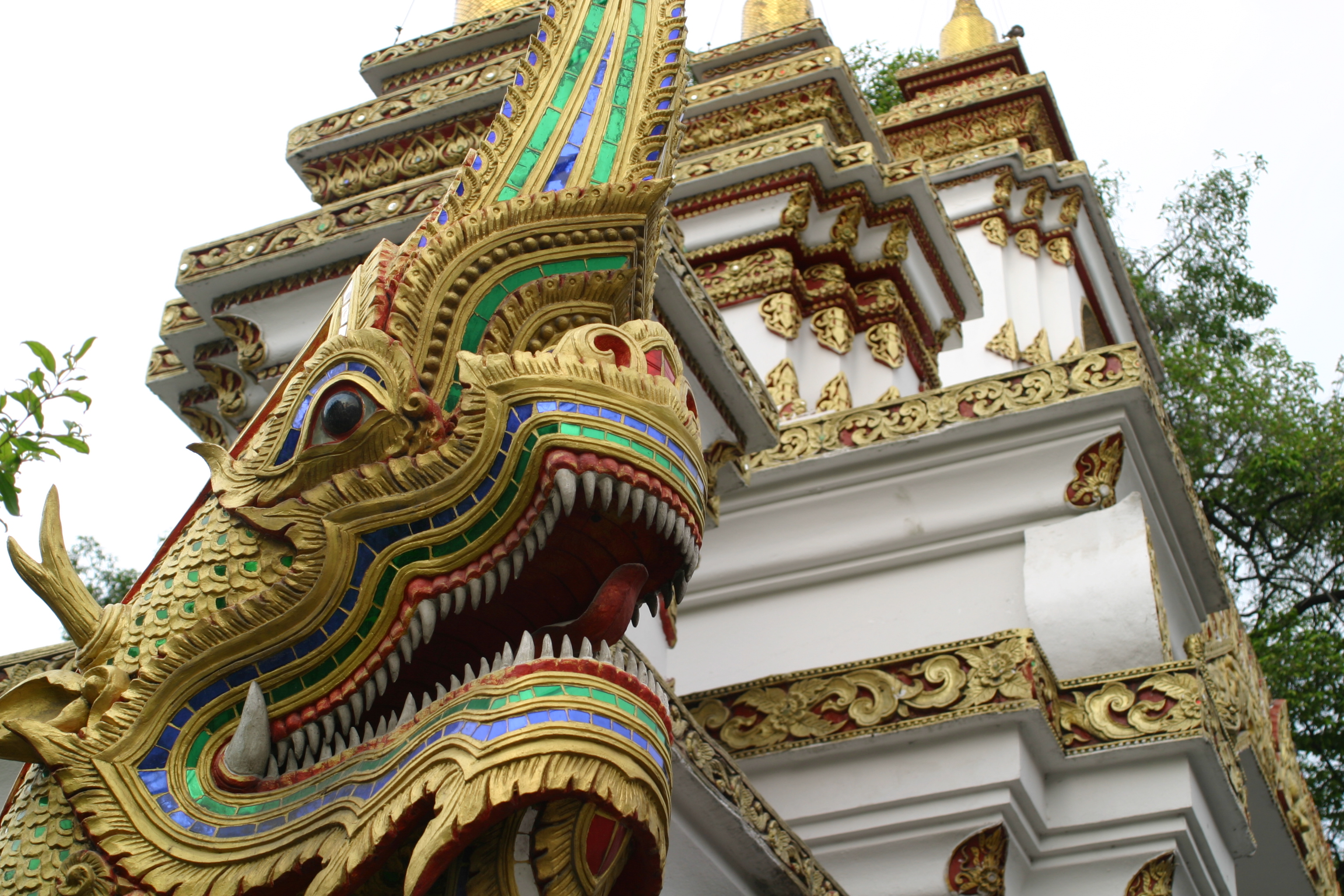
Representació d'un drac en un temple Tailandès

### Música

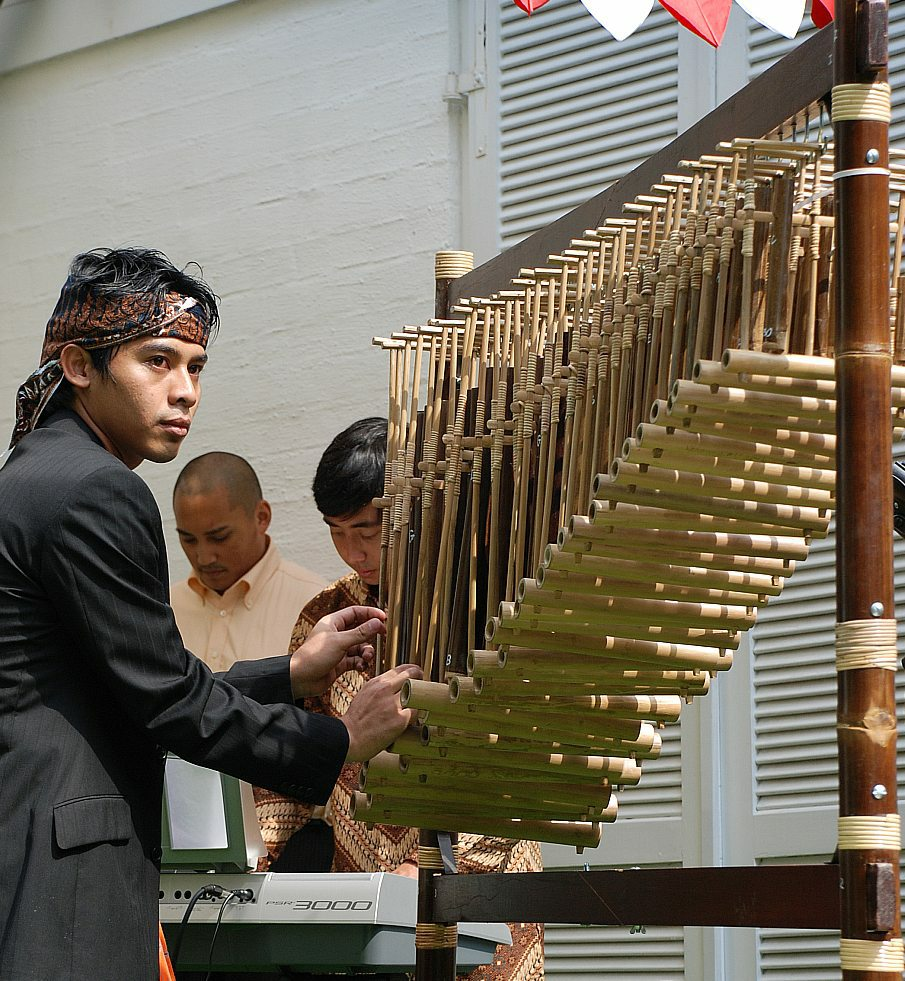
Angklung com a obra mestra del patrimoni oral i immaterial de la humanitat

La música tradicional al sud-est asiàtic és tan variada com les seves moltes divisions ètniques i culturals. Es poden veure els principals estils de música tradicional: música de cort, música popular, estils musicals de grups ètnics més petits i música influenciada per gèneres fora de la regió geogràfica.
Dels gèneres de la cort i del folk, els conjunts i les orquestres de campanes Gong constitueixen la majoria (a excepció de les zones baixes del Vietnam). Les orquestres Gamelan i Angklung d'Indonèsia, els conjunts Piphat / Pinpeat de Tailàndia i Cambodja i els conjunts de Kulintang del sud de les Filipines, Borneo, Sulawesi i Timor són els tres principals estils diferents de gèneres musicals que han influït en altres estils musicals tradicionals de la regió. Els instruments de corda també són populars a la regió.
El 18 de novembre de 2010, la UNESCO va reconèixer oficialment l'angklung com una obra mestra del patrimoni oral i immaterial de la humanitat, i va animar el poble i el govern indonesi a salvaguardar, transmetre, promoure actuacions i fomentar l'artesania de la fabricació d'angklung.

### Escriptura

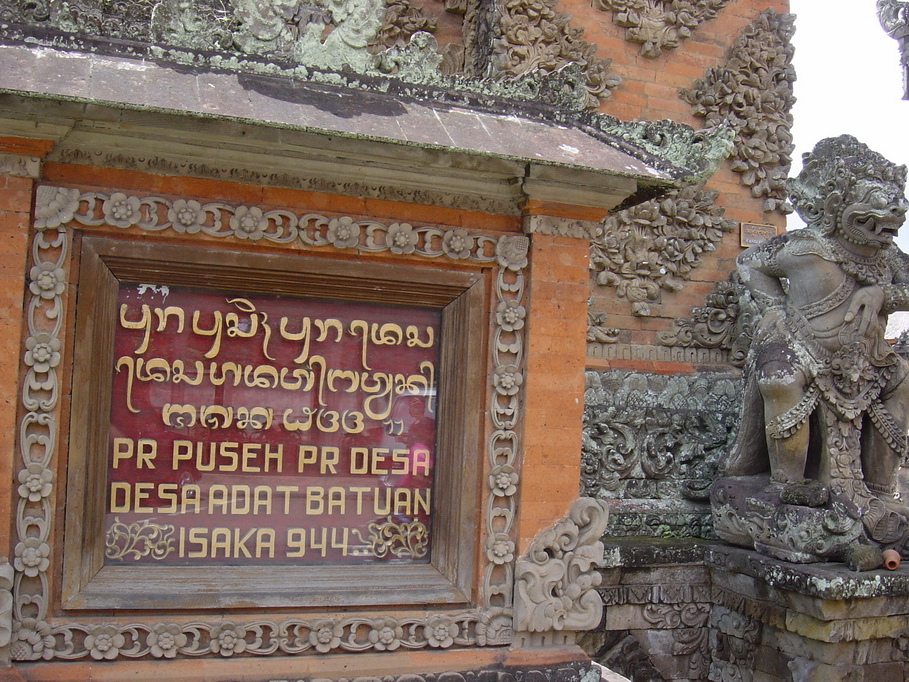
Inicieu la sessió en escriptura balinesa i llatina en un temple hindú de Bali

La història del sud-est asiàtic ha donat lloc a una gran quantitat d'autors diferents, tant dins com sense escriure sobre la regió.

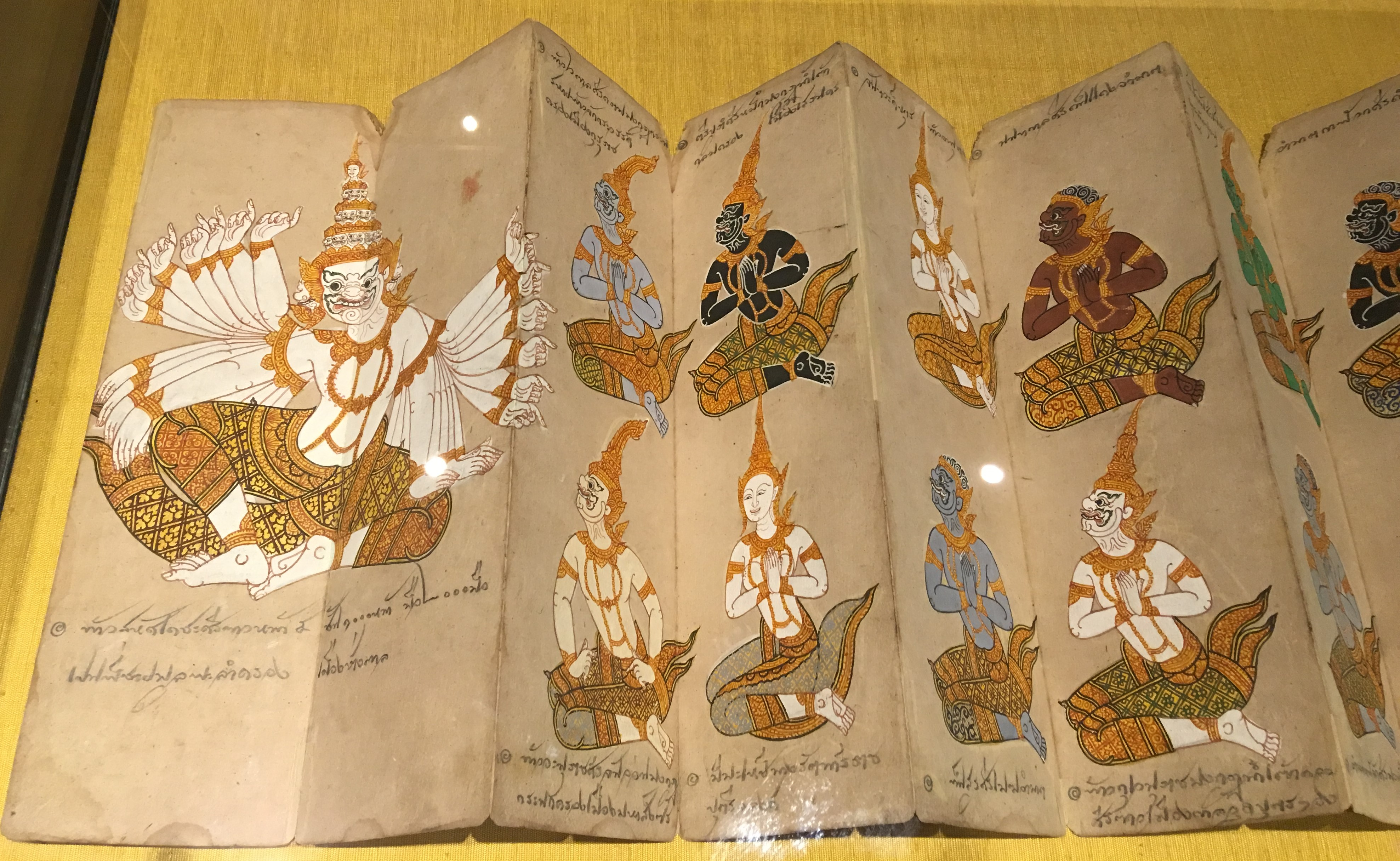
Manuscrit tailandès d'abans del sistema d'escriptura del segle XIX

Originalment, els indis eren els que ensenyaven als habitants nadius sobre l'escriptura. Això es mostra a través de les formes d'escriptura bràmics presents a la regió, com ara l'escriptura balinesa que es mostra a la fulla de palmera dividida anomenada lontar (vegeu la imatge de l'esquerra; amplia la imatge per veure l'escriptura al costat pla i la decoració al revers).
L'antiguitat d'aquesta forma d'escriptura s'estén abans de la invenció del paper cap a l'any 100 a la Xina. Tingueu en compte que cada secció de fulla de palmera tenia només diverses línies, escrites longitudinalment a través de la fulla i lligades amb corda a les altres seccions. La part exterior estava decorada. Els alfabets del sud-est asiàtic acostumaven a ser alfasil·labari, fins a l'arribada dels europeus, que utilitzaven paraules que també acabaven en consonants, no només en vocals. Altres formes de documents oficials, que no utilitzaven paper, incloïen rotlles de coure javanès. Aquest material hauria estat més durador que el paper al clima tropical del sud-est asiàtic.
A Malàisia, Brunei i Singapur, la llengua malaia s'escriu generalment en escriptura llatina. El mateix fenomen és present en indonesi, tot i que s'utilitzen diferents estàndards ortogràfics (pe "Teksi" en malai i "Taksi" en indonesi per a la paraula "Taxi").
L'ús de caràcters xinesos, en el passat i el present, només és evident al Vietnam i, més recentment, a Singapur i Malàisia. L'adopció de Chữ Hán al Vietnam es remunta al voltant de l'any 111 aC, quan va ser ocupada pels xinesos. Una escriptura vietnamita anomenada Chữ Nôm utilitzava Chữ Hán modificat per expressar la llengua vietnamita. Tant Chữ Hán com Chữ Nôm es van utilitzar fins a principis del segle xx.